# Eustachy Kurcz

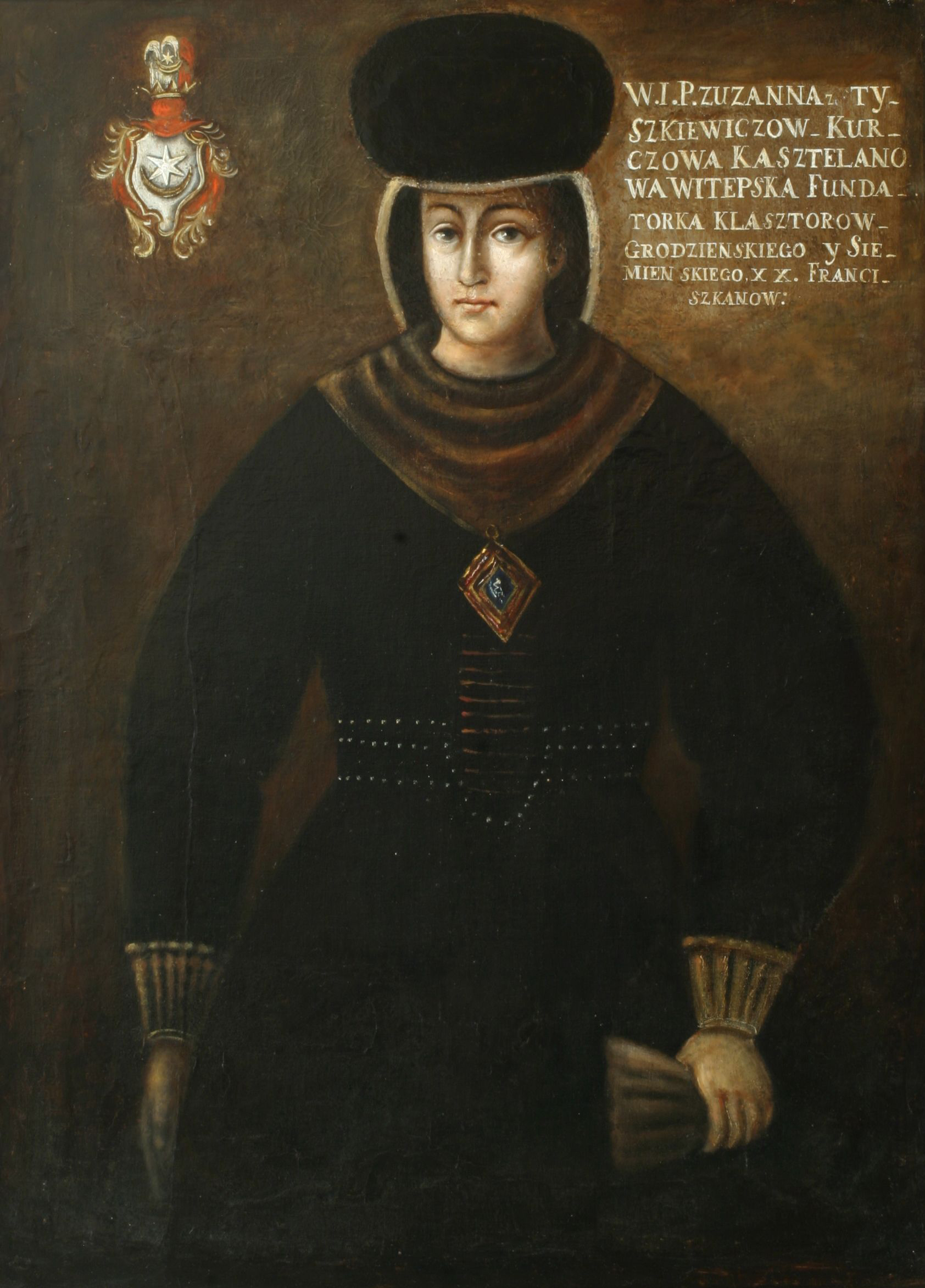
Zuzanna z Tyszkiewiczów Eustachowa Kurczowa, portret współfundatorki z kościoła w Grodnie.

Eustachy (Ostafi) Kurcz (zm. 1647) – kasztelan witebski (1639–1647).

## Życiorys
Przedstawiciel rodziny Kurczów, wiązanej obecnie z herbem Radwan, a niegdyś także z herbem własnym Kurcz. Syn Marcina Kurcza, starosty felińskiego, a następnie wojewody dorpackiego.
Sprawował kolejno następujące urzędy: podkomorzy parnawski (1599–1602 lub od 1602), podkomorzy grodzieński (od 1617), starosta upicki (od 1618 lub od 1629) i kasztelan witebski (od 1639).
Poseł na sejm 1628 roku z nieznanego sejmiku litewskiego, poseł na sejm 1632 roku.
Był właścicielem Sienna, Usnacza i Berestowicy. W Siennie wraz z żoną, Rainą (Reginą) z Wołłowiczów primo voto Lewicką, ufundował klasztor franciszkanów i kościół Świętej Trójcy w 1609. Podobnie wraz z trzecią żoną, Zuzanną z Tyszkiewiczów, wojewodzianką brzeską, córką Eustachego Osafiana Jana Tyszkiewicza-Łohojskiego, ufundował w 1635 klasztor franciszkanów i kościół Matki Bożej Anielskiej w Grodnie.